# ProTRon
Das Team proTRon ist ein interdisziplinäres Projekt der Hochschule Trier mit dem Ziel, zukunftsorientierte Energiesparfahrzeuge zu entwickeln. Am Standort Trier setzt sich das Team aus Studierenden der Fachrichtungen Maschinenbau, Elektrotechnik, Informatik und Kommunikationsdesign zusammen. Seit 2013 besteht mit dem Fachbereich Produktdesign der Hochschule Osnabrück eine Kooperation, die das Projekt unterstützt.

## Das Projekt „Team proTRon“

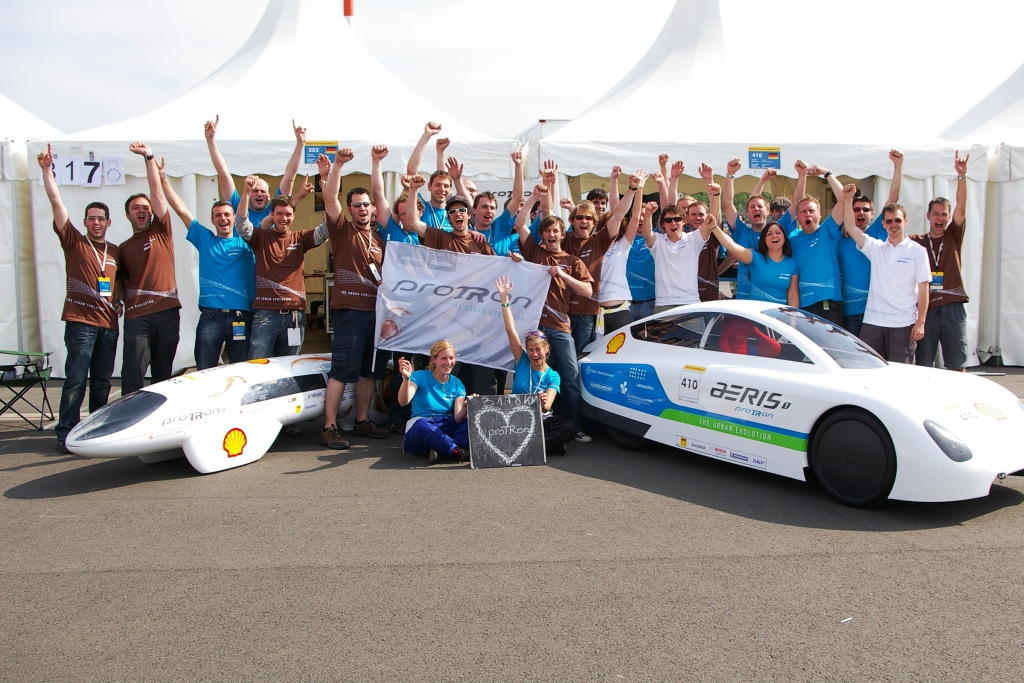
Teamfoto

### Historie
Im April 2006 entschied der Fachbereich Technik, am Shell Eco-Marathon 2007 im südfranzösischen Nogaro in der Prototypen-Klasse anzutreten. An diesem internationalen Wettbewerb nehmen jährlich etwa 250 Teams aus Europa und Nordafrika teil. Dafür wurde ein erstes Experimentalfahrzeug namens proTRon entwickelt. Die Begrifflichkeit proTRon ging aus der Synthese von Prototyp und Trier hervor.
2008 fiel der Startschuss für das neue alltagstaugliche Fahrzeug AERIS. Damit nahm das Team ab 2009 an der UrbanConcept-Klasse des Shell Eco Marathon teil. Zielsetzung war die Erfüllung der Mindestanforderungen des Reglements sowie  die Anpassung an höhere Anforderungen. Zu verstehen sind darunter die Straßentauglichkeit, die Auslegung für zwei Personen und der Know how-Gewinn der Werkstoffverarbeitung mit kohlenstofffaserverstärktem Kunststoff (CFK).

### Meilensteine des Team proTRon
- 05.2006 Projektstart: Entwicklung erster Fahrzeugkonzepte
- 05.2006–05.2007 proTRon I: Entwicklung und Bau des ersten Fahrzeugs
- 04.2007 Hannover Messe: Premiere des Fahrzeugs auf dem Stand von Dassault Systèmes
- 05.2007 1. Teilnahme: Shell Eco-Marathon 2007 – Bester Newcomer seit 1977
- 06.2007 Woche der Umwelt: Präsentation des Fahrzeugs auf Einladung des Bundespräsidenten im Schlossgarten Bellevue, Berlin
- 09.2007 Auszeichnung Zukunftsradar: Ein Anerkennungs- und Förderpreis des Landes Rheinland-Pfalz (1. Platz, Kategorie Forschung)
- 05.2007–05.2008 Optimierung proTRon I: Reduzierung des Gesamtgewichts durch optimierten Leichtbau sowie Steigerung der Wirkungsgrade im Antriebsstrang
- 05.2008 2. Teilnahme: Shell Eco-Marathon 2008
- 10.2008 Projektstart proTRon AERIS: Die bisher gewonnenen Erkenntnisse fließen in den Bau eines alltagstauglichen Fahrzeugs
- 11.2008 Karmann Design Workshop: Erstellung eines Lastenheftes und Entscheidung für den Bau eines Zweisitzers sowie Entwicklung erster Designstudien
- 05.2008–05.2009 Optimierung proTRon II: Anpassung der Regelstrategie an den neuen Veranstaltungsort EuroSpeedway Lausitz
- 12.2008–05.2009 Fahrzeugbau AERIS: Durch die Erfahrung aus den vorhergehenden Jahren konnte die Herstellung der CFK-Teile weiter professionalisiert werden.
- 04.2009 Hannover Messe: Das Projekt präsentiert sich auf dem Stand der Firma Natus sowie dem des Landes Rheinland-Pfalz
- 05.2009 3. Teilnahme: Shell Eco-Marathon 2009 – Bestes deutsches Team; Highly Recommended Design Award für den AERIS
- 05.2009–05.2010 Optimierung proTRon III und proTRon AERIS: Bau von leichteren Radkästen und Entwicklung eines HIL-Systems für den proTRon III; Antrieb des AERIS wurde hinsichtlich Wartungsfreundlichkeit und Funktion optimiert
- 05.2010 4. Teilnahme: Shell Eco-Marathon 2010 – Bestes deutsches Team; 2. Platz der Gesamtwertung UrbanConcept
- 12.2010 Euromold: Das Team präsentiert sich mit beiden Fahrzeugen auf der Weltmesse für Werkzeug- und Formenbau
- 04.2011 Hannover Messe: Das Projekt präsentiert sich mit dem Fahrzeug proTRon AERIS auf dem Stand des Landes Rheinland-Pfalz
- 05.2011 5. Teilnahme: Shell Eco-Marathon 2011 – Bestes deutsches Team; 1. Platz der Gesamtwertung UrbanConcept; Weltrekord für AERIS 2 mit einem CO2-Ausstoß von unter 2 g/km[1]
- 05.2011 Die Wissenschaftsministerin Doris Ahnen würdigt die Erfolge beim Shell Eco-Marathon 2011 und spricht von einem „wirklich verdienten Lohn für innovatives und zukunftsorientiertes Denken und Handeln“.
- 05.2012 6. Teilnahme: Shell Eco-Marathon 2012 – Bestes deutsches Team; 2. Platz der Gesamtwertung Prototyp[2]
- 06.2012 Woche der Umwelt: Präsentation des Fahrzeugs auf Einladung des Bundespräsidenten im Schlossgarten Bellevue, Berlin
- 05.2013 7. Teilnahme: Shell Eco-Marathon 2013 Rotterdam – 2. Platz der Gesamtwertung UrbanConcept
- 05.2014 8. Teilnahme: Shell Eco-Marathon 2014 Rotterdam – 2. Platz der Gesamtwertung UrbanConcept, 3. Platz der Gesamtwertung Prototyp
- 05.2015 9. Teilnahme: Shell Eco-Marathon 2015 Rotterdam – 2. Platz der Gesamtwertung UrbanConcept
- 06.2025 10. Teilnahme: Shell Eco-Marathon 2025 Kamień Śląski, Poland – 5. Platz der Gesamtwertung UrbanConcept

### Erfolge

#### proTRon
| Jahr | Klasse             | Evolutionsstufe | Reichweite [km/l] | Reichweite [km/kWh] | Platzierung in Klasse |
| ---- | ------------------ | --------------- | ----------------- | ------------------- | --------------------- |
| 2007 | Prototype Hydrogen | proTRon I       | 1800              | 202                 | 5. Platz              |
| 2008 | Prototype Hydrogen | proTRon II      | 2592              | 292                 | 3. Platz              |
| 2009 | Prototype Hydrogen | proTRon II      | 3178              | 358                 | 3. Platz              |
| 2010 | Prototype Hydrogen | proTRon II      | 2614              | 294                 | 3. Platz              |
| 2011 | Prototype Hydrogen | proTRon III     | 3465              | 390                 | 3. Platz              |
| 2012 | Prototype Hydrogen | proTRon III     | 3179              | 358                 | 2. Platz              |
| 2013 | Prototype Hydrogen | proTRon IV      | –                 | –                   | DNF                   |
| 2014 | Prototype Hydrogen | proTRon IV      | 2995              | 337                 | 3. Platz              |

#### proTRon AERIS
| Jahr | Klasse                        | Evolutionsstufe | Reichweite [km/l] | Reichweite [km/kWh] | Gesamtwertung (UrbanConcept) |
| ---- | ----------------------------- | --------------- | ----------------- | ------------------- | ---------------------------- |
| 2009 | UrbanConcept Hydrogen         | AERIS I         | –                 | –                   | DNF                          |
| 2010 | UrbanConcept Hydrogen         | AERIS I         | 701               | 79                  | 2. Platz                     |
| 2011 | UrbanConcept „Plug-in“        | AERIS II        | 2071              | 233                 | 1. Platz                     |
| 2012 | UrbanConcept „Plug-in“        | AERIS II        | 1648              | 185                 | 3. Platz                     |
| 2013 | UrbanConcept Solar Electric   | AERIS III       | 3010              | 338                 | 2. Platz                     |
| 2014 | UrbanConcept Battery Electric | AERIS III       | 1946              | 219                 | 2. Platz                     |
| 2015 | UrbanConcept Battery Electric | AERIS IV        | 1825              | 205                 | 2. Platz                     |
| 2025 | UrbanConcept Battery Electric | AERIS V         | 1442              | 162                 | 5. Platz                     |

## Fahrzeuge

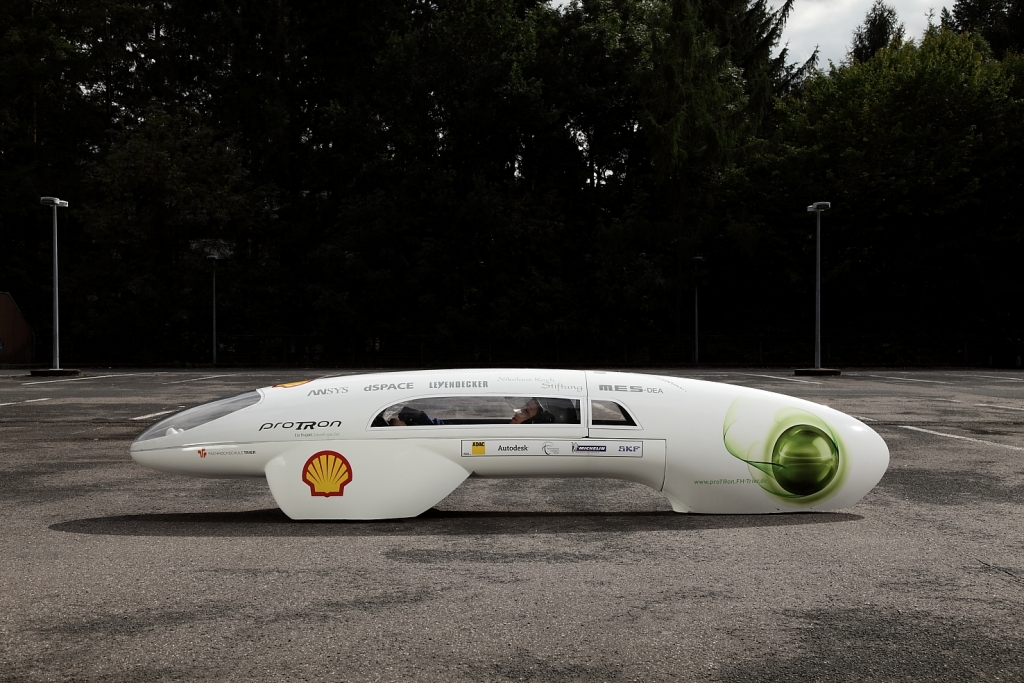
proTRon III

### proTRon IV
Technische Daten
- Gesamtgewicht: ca. 37 kg
- Leistung Brennstoffzelle: 300 W
- Cw-Wert: 0,1
- angeströmte Fläche: 0,22 m²
- Maße: L 3,5 m; B 0,5 m; H 0,5 m
- CAN-Bus mit Telemetrie[3]- und Diagnosefunktion
- Zwei Elektromotoren treiben das Hinterrad über ein integriertes Getriebe direkt an.
- Steuergeräte, speziell für den proTRon entwickelt und angepasst
- Karosserie und Räder im Vakuuminfusionsverfahren aus CFK hergestellt.

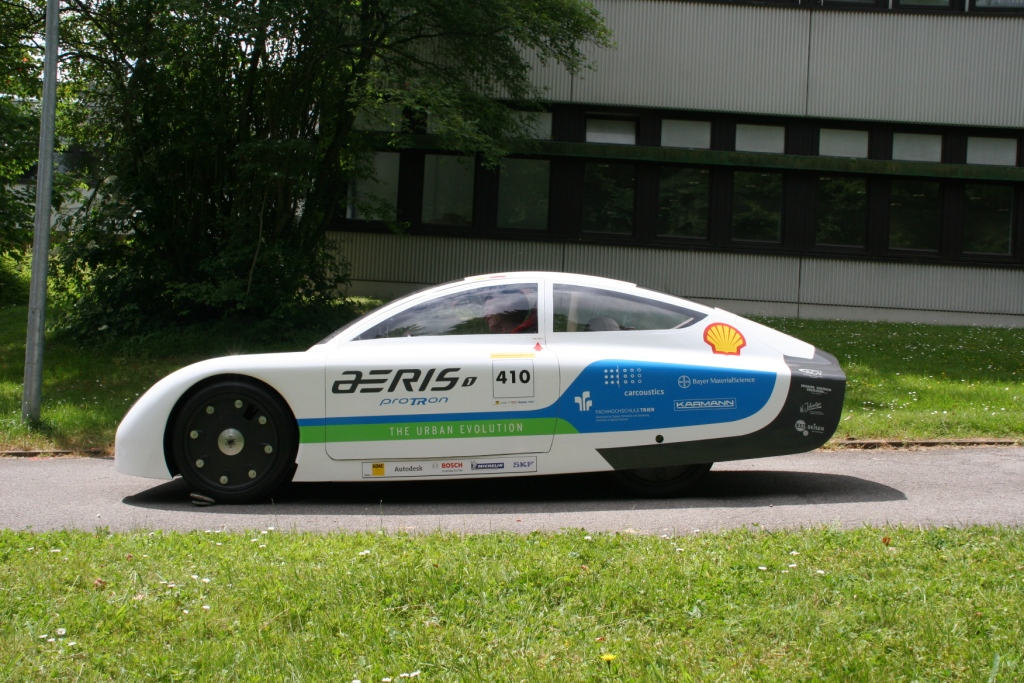
AERIS

### proTRon AERIS IV
Technische Daten
- Gesamtgewicht: ca. 145 kg
- Akkumulator: 20,9 Ah bei 16,5 V (LiFePo4)
- Cw-Wert: 0,18
- angeströmte Fläche: 1,02 m²
- Maße: L 3,5 m; B 1,3 m; H 1,1 m
- Photoaktive Fläche: 0,65 m²
- Sitzplätze: 2
- Straßenzulassung laut Klasse L7e
- Höchstgeschwindigkeit: 30 km/h für den Eco-Marathon; 45 km/h im Straßenverkehr
- CAN-Bus mit Telemetrie[3]- und Diagnosefunktion
- Bordcomputer mit Datenlogger
- Funkgesteuerte Licht- und Signalanlage
- Vorderradantrieb über zwei Elektromotoren
- Rekuperatives Bremsen
- Doppelquerlenker vorn
- Radaufhängung in Hybridbauweise (Alu-CFK)

## Technik

### Leichtbau
Um das Gewicht eines Fahrzeugs entscheidend zu verringern, hat man die Möglichkeit, den Materialeinsatz durch Strukturoptimierung der tragenden Bauteile zu verringern. Die Verwendung alternativer Materialien wie Aluminium und Faserverbundkunststoffe ermöglicht es, Massen zu reduzieren. Im Gegensatz zu metallischen Werkstoffen ist die Kraftaufnahme von Faserwerkstoffen wie Glas- oder Kohlenstofffasern nicht homogen, sondern abhängig von der Ausrichtung der Fasern. So lässt sich die Festigkeit eines Bauteils in Bezug auf seine Anforderungen einstellen. Durch gezieltes Abtragen von Material an den niedrig belasteten Stellen kann das Gewicht des Bauteils weiter reduziert werden, ohne die Festigkeit zu verringern. Vor dem Hintergrund der Gesamtenergieeffizienz und Kostenreduzierung werden künftig auch Hybridstrukturen aus verschiedenen Materialien und Bauweisen untersucht.

### Energieeffizienter Antrieb
Der Antrieb erfolgt rein elektrisch und ist an die Spezifikationen der Fahrzeuge angepasst. Die dafür notwendige elektrische Energie stellt beim proTRon eine wasserstoffbetriebene PEM-Brennstoffzelle zur Verfügung, während der AERIS aus einem Mix aus Akku und Photovoltaik betrieben wird. Durch die chemische Reaktion aus Wasserstoff und Sauerstoff werden Ladungen getrennt und somit Spannung erzeugt. Um eine Brennstoffzelle sowie Akku und PV-Zellen effizient betreiben zu können, ist eine Anpassung an die Leistungsdaten des Fahrzeugs notwendig. Dies geschieht durch eigens entwickelte Steuergeräte und optimierte Nebenaggregate, die beim proTRon zusammen mit der Brennstoffzelle in ein austauschbares Rack integriert wurden. Zur Wandlung von elektrischer in mechanische Energie werden leistungsfähige Elektromotoren eingesetzt, die über ein Getriebe das Fahrzeug sowohl antreiben als auch verzögern können. Zum Verzögern arbeiten die Motoren im Generatorbetrieb und speisen Energie in die Kondensatorbänke (Supercaps) zurück. Die dabei gewonnene Energie kann bei Bedarf wieder dem Antrieb zugeführt werden. Um ein effizientes Gesamtkonzept zu realisieren, wurden alle Einzelkomponenten in ihrem Betriebspunkt wirkungsgradoptimiert. Der AERIS schöpft seine Fahrenergie aus einem Akkupack der neusten Generation. Es kommt LiFeP-Technologie zum Einsatz. Das garantiert kurze Ladezeiten, eine lange Lebensdauer sowie eine hohe Kapazität.

### Fahrwiderstände und Aerodynamik
Energieeffizienz steht im direkten Zusammenhang mit den Begriffen Fahrwiderstände und Aerodynamik. Um einen möglichst geringen Luftwiderstand bei beiden Fahrzeugen zu erreichen, wurden diese von Studenten auf ihre Strömungseigenschaften untersucht und optimiert. Diese Optimierung wurde mit der CFD-Software (Computational Fluid Dynamics) Ansys Fluent durchgeführt, einem High-End Berechnungstool, das auch in der Automobilindustrie verwendet wird. Durch ständige Detailoptimierung konnten Cw-Wert-Werte von 0,1 (proTRon III) und 0,18 (proTRon AERIS) erzielt werden. Werte, die in der Automobilindustrie erreicht werden, liegen bei ca. 0,25. Parallel zur strömungsgünstigen Karosserieform des AERIS wurde ein leichtes und alltagstaugliches Fahrwerk entwickelt, das sich an moderne PKWs anlehnt. Neben der gesetzlichen BOKraft-Verordnung (Wenderadius 6 m) wurde auch darauf geachtet, die Reibung in Kurvenfahrten zu reduzieren und somit die Energieverluste gering zu halten. Weiterhin werden bei beiden Fahrzeugen selbstentwickelte Räder aus kohlenstofffaserverstärktem Kunststoff und widerstandsoptimierte Reifen eingesetzt, die sowohl leicht sind als auch reibungsarm abrollen.

### Ergonomie und Sicherheit
Die Auslegung aller ergonomischen Einflussgrößen auf Fahrer und Beifahrer wie Sitzposition, Erreichbarkeit von Bedienelementen, Sichtfeld laut Reglement und Ein-/Ausstieg wurden am virtuellen Modell in dem CAE-System CATIA V5 vorgenommen. Dazu stand ein leistungsfähiges Modul zur Verfügung, mit dessen Hilfe virtuelle Menschmodelle zur Analyse der Mensch-Produkt-Interaktion erstellt und simuliert werden konnten. Um die Sicherheit der Insassen zu verbessern, wird die CFK-Struktur des Fahrzeuges an die Belastungen angepasst, um sowohl die aktive als auch passive Sicherheit zu verbessern. Im nächsten Schritt soll das Fahrzeug auf den Versuchsanlagen der Hochschule Trier auf seine Crashsicherheit hin getestet werden, um ein im Straßenverkehr akzeptables Sicherheitspotential bei geringstmöglichem Gewicht zu gewährleisten.

### Design
Mit 3,5 m Länge, 1,3 m Breite und 1,1 m Höhe hält der AERIS die maximal zulässigen Maße des Shell Eco-Marathons ein, geht aber in seinen Nutzungsmöglichkeiten über die geforderten Mindeststandards hinaus. So bietet der Innenraum Platz für zwei Personen mit Gepäck.